# Telebasis demararum
Telebasis demararum är en trollsländeart som först beskrevs av Williamson 1917.  Telebasis demararum ingår i släktet Telebasis och familjen dammflicksländor. IUCN kategoriserar arten globalt som livskraftig. Inga underarter finns listade i Catalogue of Life.